# Helena Bonham Carter
Helena Bonham Carter CBE (født 26. maj 1966) er en engelsk skuespillerinde. Hun har sønnen Billy Ray (født 2003) og datteren Nell (født 2007) med sin tidligere partner gennem 13 år, den amerikanske filminstruktør Tim Burton.
Carter kommer fra en prominent politisk og kulturel adelig familie. Hendes far var bankmanden Raymond Bonham Carter, hendes farmor var lady Violet Bonham Carter, DBE, politiker, kvindesagsforkæmper og nær ven af Winston Churchill, og hendes oldefar den britiske premierminister H.H. Asquith. Moderen er Elena Bonham Carter. Hendes morfar var den spanske diplomat Eduardo Propper de Callejón, som er anerkendt for sin indsats under 2. verdenskrig, hvor han hjalp tusindvis af franske jøder med at flygte via Spanien.
Carter har været nomineret til en Oscar for sine roller i The Wings of the Dove og Kongens store tale samt været nomineret til en Golden Globe seks gange. Derudover har hun vundet en International Emmy Award, en BAFTA Award, og en Screen Actors Guild Award. Hun blev udnævnt til Commander of the Order of the British Empire (CBE) i 2012.. Hun modtog ordenen af Dronningen på Buckingham Palace den 22. februar 2012.
Helena Bonham Carter har blandt andet medvirket i Harry Potter og Fønixordenen, Harry Potter og Halvblodsprinsen, Harry Potter og Dødsregalierne - del 1 og 2, Sweeney Todd, Alice in Wonderland, Fight Club, Charlie og chokoladefabrikken, Værelse med udsigt, Kongens store tale og Les Misérables (2012). Hun har lagt engelsk stemme til bl.a. The Corpse Bride og Lady Tottington fra Walter og Trofast - Det store grønsagskup.

## Filmografi
| År   | Film                                                | Rolle                         | Andet           |
| ---- | --------------------------------------------------- | ----------------------------- | --------------- |
| 1983 | A Pattern of Roses                                  | Netty                         |                 |
| 1985 | Værelse med udsigt                                  | Lucy Honeychurch              |                 |
| 1986 | Lady Jane                                           | Lady Jane Grey                |                 |
| 1987 | Maurice                                             | Lady ved Cricket Match        |                 |
| 1987 | A Hazard of Hearts                                  | Serena Staverley              |                 |
| 1988 | Djævelens maske                                     | Iris                          |                 |
| 1988 | Six Minutes with Ludwig                             | The Star                      |                 |
| 1989 | Francesco                                           | Chiara                        |                 |
| 1989 | Getting It Right                                    | Lady Minerva Munday           |                 |
| 1990 | Hamlet                                              | Ophelia                       |                 |
| 1991 | Hvor engle frygter at gå                            | Caroline Abbott               |                 |
| 1991 | Brown Bear's Wedding                                | Hvid bjørn                    | (stemme)        |
| 1992 | Howards End                                         | Helen Schlegel                |                 |
| 1993 | Dancing Queen                                       | Pandora/Julie                 |                 |
| 1993 | Fatal Deception: Mrs. Lee Harvey Oswald             | Marina Oswald                 |                 |
| 1994 | Butter                                              | Dorothy                       |                 |
| 1994 | A Dark Adapted Eye                                  | Voksen Faith Severn           |                 |
| 1994 | Frankenstein                                        | Elizabeth                     |                 |
| 1995 | Mig og Afrodite                                     | Amanda                        |                 |
| 1995 | Margaret's Museum                                   | Margaret MacNeil              |                 |
| 1996 | Helligtrekongers aften                              | Olivia                        |                 |
| 1996 | Portraits chinois                                   | Ada                           |                 |
| 1997 | The Petticoat Expeditions                           | Fortæller                     |                 |
| 1997 | The Wings of the Dove                               | Kate Croy                     |                 |
| 1997 | Keep the Aspidistra Flying                          | Rosemary                      |                 |
| 1998 | The Revengers' Comedies                             | Karen Knightly                |                 |
| 1998 | The Theory of Flight                                | Jane Hatchard                 |                 |
| 1999 | Fight Club                                          | Marla Singer                  |                 |
| 1999 | Women Talking Dirty                                 | Cora                          |                 |
| 1999 | The Nearly Complete and Utter History of Everything | Lily                          |                 |
| 2000 | Carnivale                                           | Milly                         | (stemme)        |
| 2001 | Football                                            | Mum                           |                 |
| 2001 | Abernes planet                                      | Ari                           |                 |
| 2001 | Novocaine                                           | Susan                         |                 |
| 2002 | The Heart of Me                                     | Dinah                         |                 |
| 2002 | Till Human Voices Wake Us                           | Ruby                          |                 |
| 2002 | Live from Baghdad                                   | Ingrid Formanek               |                 |
| 2003 | Henry VIII                                          | Anne Boleyn                   |                 |
| 2003 | Big Fish                                            | Ung Jenny/Senior Jenny/Heksen |                 |
| 2004 | Lemony Snicket - En ulykke kommer sjældent alene    | Beatrice Baudelaire           | (cameo)         |
| 2005 | Charlie og chokoladefabrikken                       | Fru Bucket                    |                 |
| 2005 | Conversations with Other Women                      | Kvinde                        |                 |
| 2005 | Walter & Trofast: Det store grøntsagskup            | Lady Campanula Tottington     | (stemme)        |
| 2005 | Corpse Bride                                        | Emily the Corpse Bride        | (stemme)        |
| 2005 | Magnificent 7                                       | Maggi Jackson                 |                 |
| 2006 | Sixty Six                                           | Esther Reubens                |                 |
| 2007 | Harry Potter og Fønixordenen                        | Bellatrix Lestrange           |                 |
| 2007 | Sweeney Todd: Den djævelske barber fra Fleet Street | Fru Lovett                    |                 |
| 2009 | Terminator Salvation                                | Dr. Serena Kogan              |                 |
| 2009 | Harry Potter og Halvblodsprinsen                    | Bellatrix Lestrange           |                 |
| 2009 | Enid                                                | Enid Blyton                   |                 |
| 2009 | The Gruffalo                                        | Mor egern                     | (stemme)        |
| 2010 | Alice i Eventyrland                                 | Den Røde Dronning             |                 |
| 2010 | Kongens store tale                                  | Dronning Elizabeth            |                 |
| 2010 | Harry Potter og Dødsregalierne - del 1              | Bellatrix Lestrange           |                 |
| 2011 | Harry Potter og Dødsregalierne - del 2              | Bellatrix Lestrange           |                 |
| 2011 | Toast                                               | Joan Potter                   |                 |
| 2012 | Dark Shadows                                        | Dr. Julia Hoffman             |                 |
| 2012 | Les Misérables                                      | Madam Thénardier              |                 |
| 2013 | The Lone Ranger                                     | Red Harrington                |                 |
| 2013 | Burton & Taylor                                     | Elizabeth Taylor              | Tv-film         |
| 2013 | The Young and Prodigious Spivet                     | Dr. Clair                     |                 |
| 2014 | Turks & Caicos                                      | Margot Tyrrell                | Tv-film         |
| 2014 | Salting the Battlefield                             | Margot Tyrrell                | Tv-film         |
| 2015 | Eventyret om Askepot                                | Den gode Fe                   |                 |
| 2015 | Suffragette                                         | Edith New                     | Post-production |
| 2016 | Alice in Wonderland: Through the Looking Glass      | Red Queen                     |                 |
| 2017 | 55 Steps                                            | Eleanor Riese                 |                 |
| 2018 | Ocean's 8                                           | Rose                          |                 |
| 2019 | The Crown                                           | Princess Margaret             | Netflix serie   |
| 2020 | Enola Holmes                                        | Eudoria Holmes                | Netflix-film    |